# Scleritis
Scleritis is een diepliggende ontsteking van het weefsel onder het bindvlies van het oog. Scleritis is bijzonder pijnlijk en geeft een paarse verkleuring van het oogwit (sclera) te zien. Ten gevolge van de aandoening kan het gezichtsvermogen sterk worden aangetast en in ernstige gevallen leiden tot perforatie van de oogbol.
Scleritis treedt onder meer op als gevolg van reumatoïde artritis en soortgelijke aandoeningen.
Het kan worden behandeld met NSAID's (niet-steroïde anti-inflammatoire preparaten)
of corticosteroïden. Systemische immunosuppressie kan nodig zijn bij een onderliggende systemische aandoening.